# Cosmologie cordiste
La cosmologie cordiste est une approche de la cosmologie qui tente d'utiliser les résultats de la théorie des cordes.
La cosmologie cordiste est liée à la cosmologie branaire. La cosmologie cordiste a tendance à plus insister sur les effets particuliers de la théorie des cordes que cette dernière, dans l'explication de l'inflation de l'Univers et de ses conséquences. De même, il s'agit d'un modèle qui prend en compte de possibles dimensions supplémentaire, dites enroulées.